# Ujgun
Ujgun, właśc. Rahmatullo Atakuzijew (Уйгун, uzb. Uygʻun (Rahmatulla Otaqoʻziyev), ur. 14 maja 1905 we wsi Merke w Kraju Turkiestańskim obecnie w obwodzie żambylskim w Kazachstanie, zm. 22 kwietnia 1990) – uzbecki pisarz, poeta i dramaturg.

## Życiorys
Od 1923 mieszkał w Taszkencie, gdzie uczył się w technikum pedagogicznym (ukończył je w 1925). Od 1925 był nauczycielem uzbeckiego języka i literatury w technikum rolniczym, w 1927 zadebiutował w prasie jako poeta, w 1929 wydał swój pierwszy zbiór wierszy. Od 1927 do 1930 studiował w Akademii Pedagogicznej w Samarkandzie, w której następnie został wykładowcą, później pracował w wydawnictwie i był pracownikiem naukowym Uzbeckiego Instytutu Twórczości Kulturalnej oraz adiunkt Uzbeckiej Filii Akademii Nauk ZSRR. Pisał prace naukowe na temat zagadnień historii i teorii uzbeckiej literatury. W zbiorach wierszy wydawanych od 1929 do 1936 pisał m.in. o budownictwie nowego życia, ustanawianiu nowego człowieka radzieckiego i problemach współczesnego życia, później (podczas wojny z Niemcami) wiersze o tematyce patriotycznej. Po wojnie pisał też sztuki teatralne, m.in. Ana, Dostlar, Nawbahor i Abu Rajhan Beruni. Tłumaczył na uzbecki utwory Puszkina, Tołstoja, Czechowa, Shakespeare'a, Szewczenki i Marszaka. Od 1944 należał do WKP(b). Był członkiem Komisji Rewizyjnej KC Komunistycznej Partii Uzbekistanu i deputowanym do Rady Najwyższej Uzbeckiej SRR.

## Odznaczenia i nagrody
- Medal Sierp i Młot Bohatera Pracy Socjalistycznej (14 maja 1985)
- Order Lenina (trzykrotnie, 6 grudnia 1951, 2 lipca 1971 i 14 maja 1985)
- Order Rewolucji Październikowej (13 maja 1975)
- Order Czerwonego Sztandaru Pracy (dwukrotnie, 16 stycznia 1950 i 18 marca 1959)
- Order „Znak Honoru” (dwukrotnie, 25 grudnia 1944 i 1 marca 1965)
- Order Przyjaźni Narodów (4 marca 1980)
- Nagroda Państwowa Uzbeckiej SRR
- Ludowy Poeta Uzbeckiej SRR (1965)
- Zasłużony Działacz Sztuki Uzbeckiej SRR (1956)

I medale.